# Theodor Hassmann
Theodor Karl Hassmann (auch Theodor Haßmann) (* 17. Februar 1825 in Podersam; † 17. September 1894 in Saaz) war ein deutsch-böhmischer Rechtsanwalt und Politiker. Er war Mitglied des Böhmischen Landtags und des Reichsrates sowie Bürgermeister von Saaz.

## Leben
Hassmann wurde 1825 in Podersam als Sohn des Magistratsrats Ferdinand Haßmann und der Maria Very aus Prag geboren.
Theodor war verheiratet mit Mathilda Schuppler, geboren 1823 im Fürstentum Liechtenstein, Tochter des dortigen Landesvogt und später in Hohenstadt (Mähren) Ober- und Justizamtsmann Josef Schuppler und der Anna geb. Zelinka. Aus der Ehe Hassmann-Schuppler stammen zwei Kinder darunter ein Sohn, Dr. jur. Egmont Haßmann (1852–1886), Schwiegersohn der Eleonora Mik geborene Horsky von Horskysfeld.
Im Jahr 1848 wurde er in die Deutsche Nationalversammlung in Frankfurt gewählt.
Er war zunächst als Rechtsanwalt tätig und begann sich in den frühen 1860er Jahren in der Landes- und Reichspolitik zu engagieren.
Durch das Oktoberdiplom (1860) und das Februarpatent (1861) von Kaiser Franz Joseph I. wurden in den österreichischen Kronländern neue Landtage und der neue  Reichsrat (nationaler Gesetzgeber) einberufen.
Im Jahre 1861 wurde Hassmann im Wahlbezirk Saaz – Kaaden in die zweite Kurie (Städte und Handelskammern) des Böhmischen Landtags gewählt. Er ging in die Wahl als unabhängiger deutscher Kandidat, ohne die offizielle Unterstützung des deutschen Wahlausschusses.
Im gleichen Wahlbezirk wurde er auch im Jahr 1867 in den Landtag gewählt.
Eine Wiederwahl erfolgte in den Jahren 1870 und 1872.
Zu dieser Zeit war er auch Mitglied des Reichsrates, wohin er bereits im Jahre 1861 vom Landtag entsandt wurde. Die Mitglieder des Reichsrates wurden nicht gewählt, sondern als Delegierte des Landtags in die Abgeordnetenkammer des Reichsrates entsandt. Er vertrat die Städte und Industrieorte im Wahlbezirk Saaz – Kaaden.
Politisch galt er als Vertreter der Deutschen Verfassungspartei und als Unterstützer des deutschen Liberalismus.
Hassmann war von 1861 bis 1876 Bürgermeister von Saaz und wurde später zum Ehrenbürger von Saaz und anderen Städten ernannt. In den 1870er Jahren war er Mitherausgeber der liberalen Wochenzeitung „Saazer Zeitung“.
Er engagierte sich für den wirtschaftlichen Aufschwung der Region und unterstützte den Bau der Eisenbahn nach Saaz, so war er u. a. Konzessionär der k.k. privilegierten Eisenbahn Pilsen–Priesen(–Komotau) (E.P.P.K.).